# Jablonové (Malacky)
Jablonové je naseljeno mjesto u okrugu Malacky u Bratislavskom kraju u Slovačkoj.

## Stanovništvo
| Godina:     | 1993. | 2003.   | 2013.   | 2023.    |
| ----------- | ----- | ------- | ------- | -------- |
| Broj ljudi: | 1022  | 1087    | 1177    | 1419     |
| Razlika:    |       | +6,36 % | +8,27 % | +20,56 % |

| Godina:     | 2022. | 2023.   |
| ----------- | ----- | ------- |
| Broj ljudi: | 1411  | 1419    |
| Razlika:    |       | +0,56 % |

Prema podatcima o broju stanovnika iz 2023. godine naselje je imalo 1419 stanovnika.

## Vanjske poveznice
|  | Zajednički poslužitelj ima još gradiva o temi Jablonové (Malacky) |

- Službena stranica naselja (sl.)